# Telón (novela)
Telón (título original en inglés: Curtain: Poirot's Last Case) es una novela de ficción detectivesca de la escritora británica Agatha Christie, publicada en 1975. Es el último caso de Hércules Poirot, si bien la autora escribió esta novela a comienzos de su carrera, cuatro décadas antes de su publicación.

## Argumento
Después de mucho tiempo sin verse, Hércules Poirot se reencuentra con su viejo compañero el capitán Hastings, que desde hacía tiempo estaba viudo. Cuando se encuentran en Styles Court el gran detective le dice a su amigo que uno de los invitados aparentemente inofensivos, hay uno identificado como «X», un despiadado asesino en serie. Poirot es consciente de que deben trabajar con rapidez antes de que el asesino ataque de nuevo, incluso si esto significa poner su vida en peligro.
Mr. X era un asesino en serie que había participado en cinco asesinatos, pero siempre se salía con la suya, porque nadie sospechaba de él. La culpa siempre recaía en un único sospechoso, con motivos irrefutables, pero el sospechoso no era el culpable. El culpable era Mr. X. Cuatro de estos sospechosos posteriormente fallecieron (uno de ellos ejecutado en la horca), pero en el caso de Freda Clay, que le dio su tía una sobredosis de morfina, no se consideró ya que había muy pocas pruebas para procesarla. 
Hastings está de acuerdo en que es muy poco probable que sea una coincidencia que X estuviese conectado con las cinco muertes, pero Poirot, que ahora usa una silla de ruedas debido a la artritis y necesita la ayuda de su nuevo asistente Curtiss, no le dará el nombre de X. Simplemente deja claro que X está en la casa, que ha sido convertida en un hotel privado por los nuevos propietarios: el coronel y la señora Luttrell.